# Meister von Ottobeuren

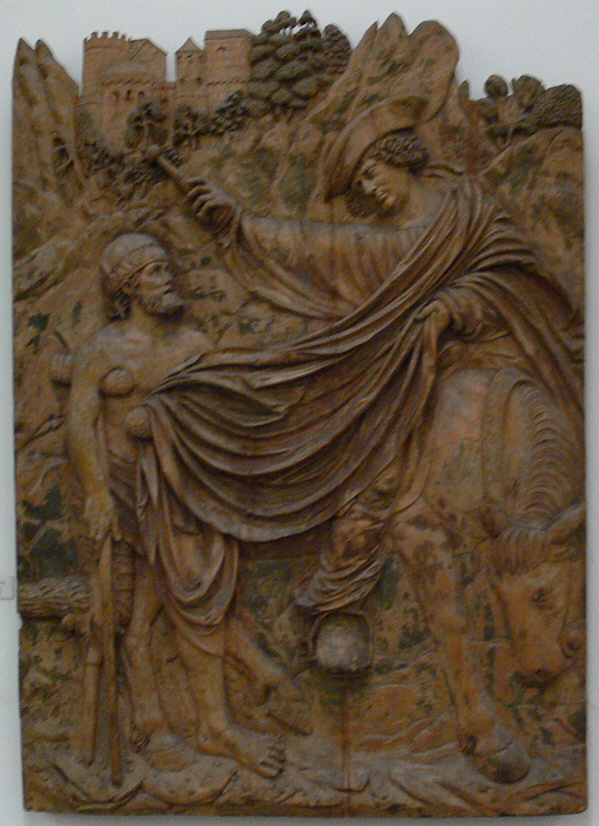
Meister von Ottobeuren: St Martin und der Bettler

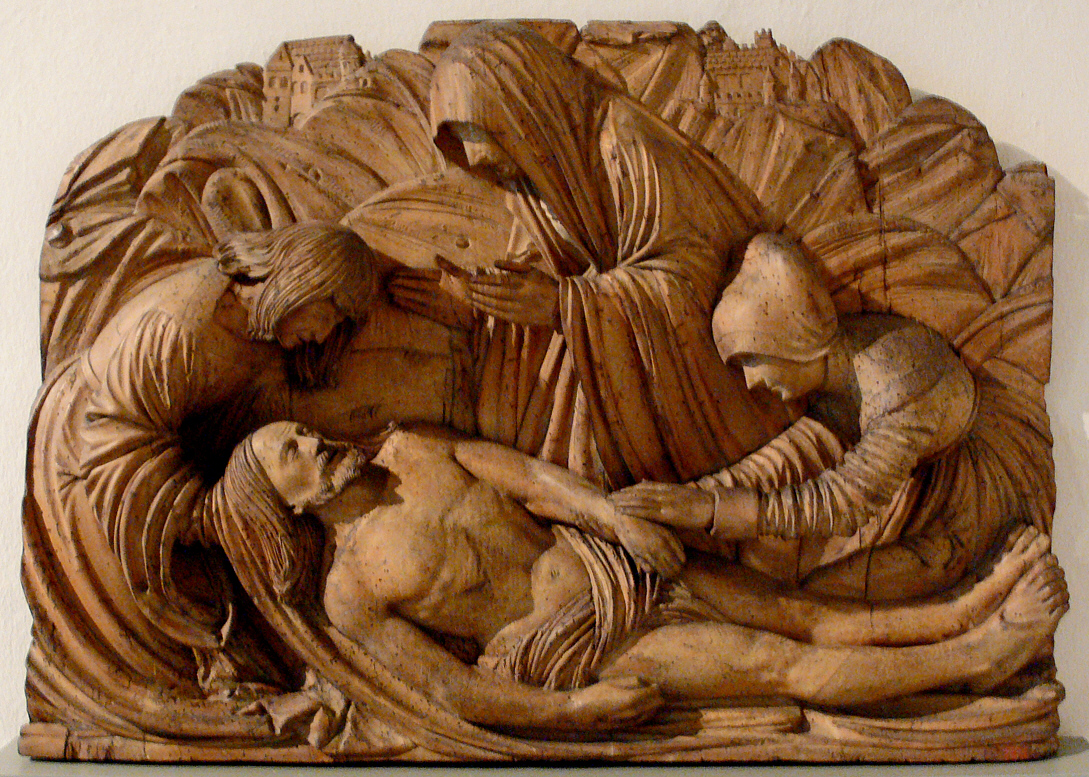
Meister von Ottobeuren: Beweinung Christi, um 1520.

Mit Meister von Ottobeuren wird ein namentlich nicht eindeutig zu benennender Bildschnitzer aus den ersten Jahrzehnten des 16. Jahrhunderts bezeichnet, der Periode der Spätgotik und des Übergangs zur Renaissance. Er ist nach seinem bedeutendsten Werk benannt, einem heute nur noch in Fragmenten erhaltenen Altarretabel. Das Werk hatte er für die Benediktinerabteikirche in Ottobeuren geschaffen.
Die kunsthistorische Forschung untersucht noch, ob die dem Meister von Ottobeuren weiter zugeordneten Werke alle von ihm selbst oder aus seiner Werkstatt stammen, oder ob noch weitere Werkstätten darin zu finden sind. Es konnte in der Forschung auch bisher keine einheitliche Beurteilung erreicht werden, ob – wie oft als wahrscheinlich angesehen – Teile des dem Meister von Ottobeuren zugeordneten Werks dem in Memmingen nachweisbaren Bildschnitzer Hans Thoman oder zumindest dessen Umfeld zugeordnet werden sollten.